# 日托米爾車站
日托米爾車站（烏克蘭語：Житомир）是位於烏克蘭日托米爾的主要鐵路車站，啟用1896年，最初的車站是一座木造建築，1915年被一座新的車站取代。現今的車站大樓建於1971年。

## 圖片集

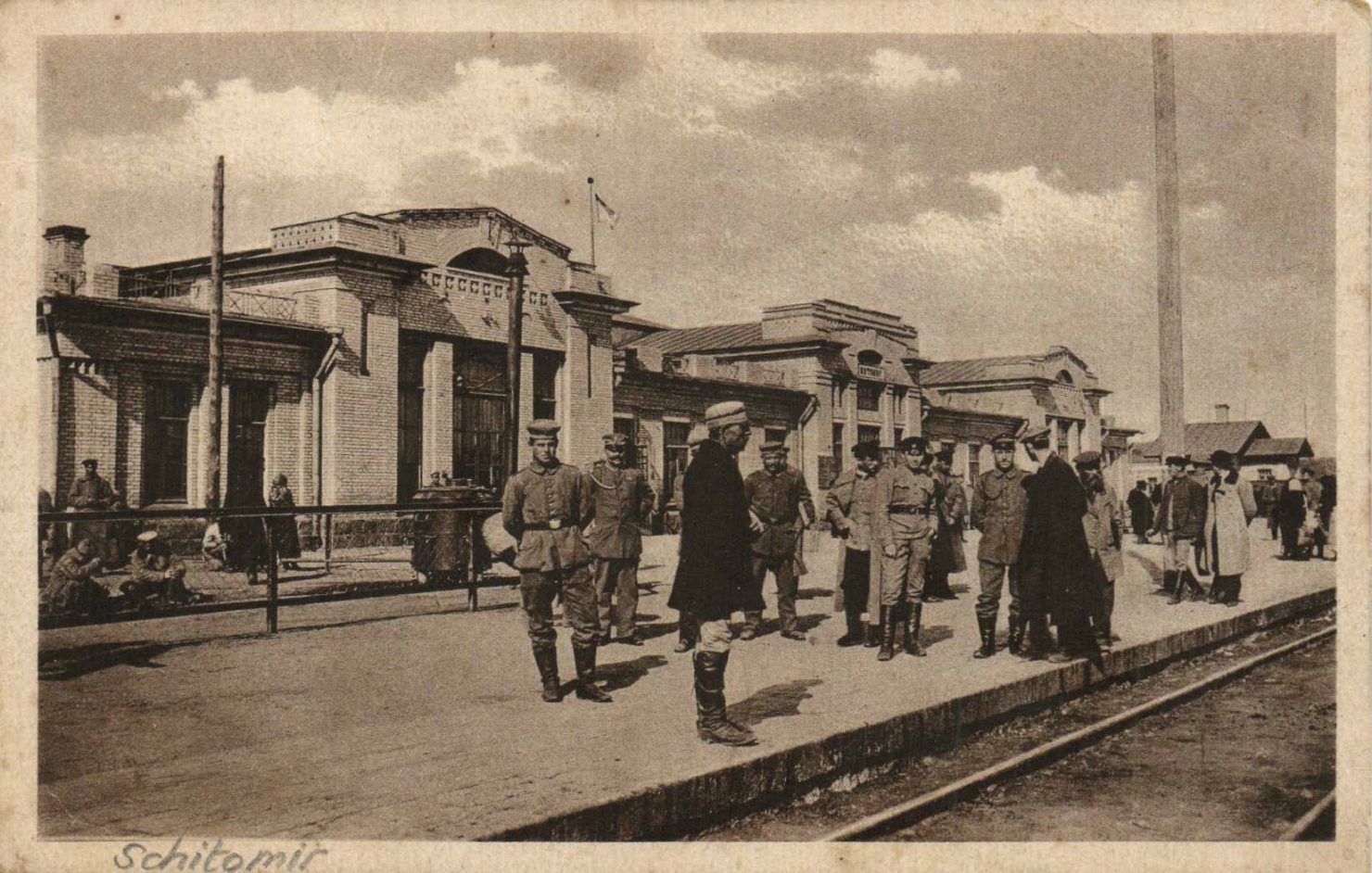
1918年的車站
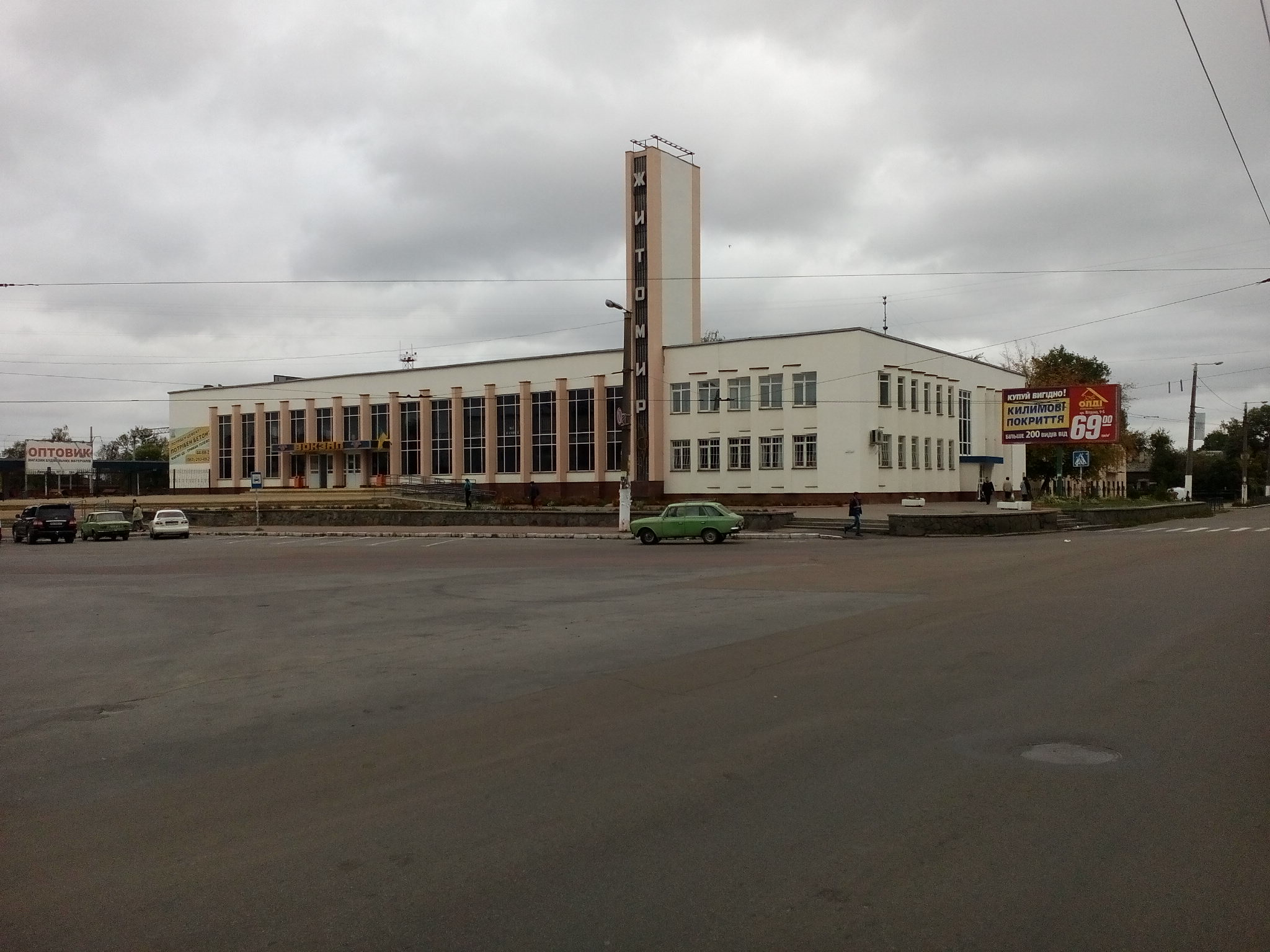
現今的車站
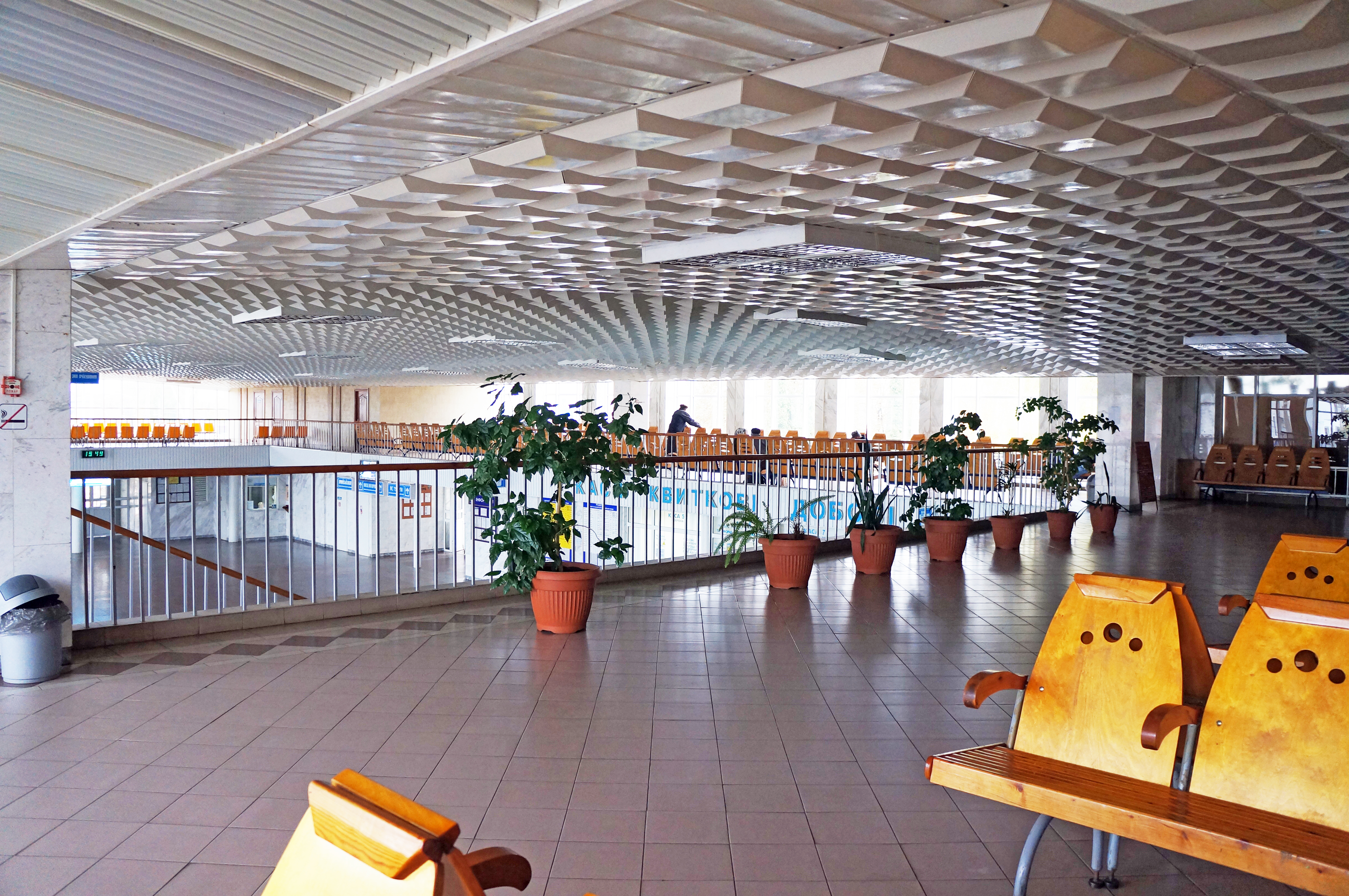
候車室